# Земо-Парцхма
Земо-Парцхма (груз. ზემო ფარცხმა) — село в Грузии, на территории Чохатаурского муниципалитета края (мхаре) Гурия.

## География
Село находится в западной части Грузии, к северу от реки Супсы, вблизи восточной окраины посёлка городского типа Чохатаури, административного центра муниципалитета. Абсолютная высота — 219 метров над уровнем моря.

## Население
По результатам официальной переписи населения 2014 года, в Земо-Парцхме проживало 720 человек (364 мужчины и 356 женщин). В национальной структуре населения грузины составляли 100 %.
| Год  | Население, человек |
| ---- | ------------------ |
| 2002 | 875                |
| 2014 | ↘ 720              |